# Tom Kropp
Thomas Carl Kropp, detto Tom (Grand Island, 12 febbraio 1953), è un ex cestista e allenatore di pallacanestro statunitense, professionista nella NBA.

## Carriera
Di ruolo guardia nel Kearney State College, ha giocato due stagioni (dal 1975 al 1977) nella National Basket Association (NBA) come membro dei Washington Bullets e dei Chicago Bulls, con una media di 2,5 punti a partita.
Successivamente Kropp ha passato più di 30 anni come allenatore presso la sua alma mater, ora nota come Università del Nebraska a Kearney.